# Slowenien beim Eurovision Song Contest
Teilnehmende Rundfunkanstalt
RTVSLO
Erste Teilnahme
1993
Anzahl der Teilnahmen
30 (Stand 2025)
Höchste Platzierung
7 (1995, 2001)
Höchste Punktzahl
167 (2019 SF)
Niedrigste Punktzahl
5 (2004 SF)
Punkteschnitt (seit erstem Beitrag)
41,44 (Stand 2019)
Punkteschnitt pro abstimmendem Land im 12-Punkte-System
1,08 (Stand 2019)
Dieser Artikel befasst sich mit der Geschichte Sloweniens als Teilnehmer am Eurovision Song Contest. Nach der Unabhängigkeit des Landes 1991 wurde Radiotelevizija Slovenija (RTVSLO) 1993 in die Europäische Rundfunkunion (EBU) aufgenommen und gab noch im selben Jahr sein Debüt beim ESC. Seitdem hat der Sender außer 1994 und 2000, als man aufgrund der Qualifikationsregeln aussetzen musste, an jedem Wettbewerb teilgenommen. Die besten Ergebnisse waren dabei zwei siebte Plätze in den Jahren 1995 und 2001.

## Teilnahmen als Teil Jugoslawiens
Von 1961 bis 1991 nahm Slowenien als Teil der SFR Jugoslawien am ESC teil. Dabei wurden insgesamt sechs jugoslawische Beiträge vom damaligen slowenischen Sender RTV Ljubljana gestellt:
- 1961 – Ljiljana Petrović: Neke davne zvezde, 8. Platz
- 1962 – Lola Novaković: Ne pali svetla u sumrak, 4. Platz
- 1966 – Berta Ambrož: Brez besed, 7. Platz
- 1967 – Lado Leskovar: Vse rože sveta, 8. Platz
- 1970 – Eva Sršen: Pridi dala ti bom cvet, 11. Platz
- 1975 – Pepel in Kri: Dan ljubezni, 13. Platz

## Regelmäßigkeit der Teilnahme und Erfolge im Wettbewerb

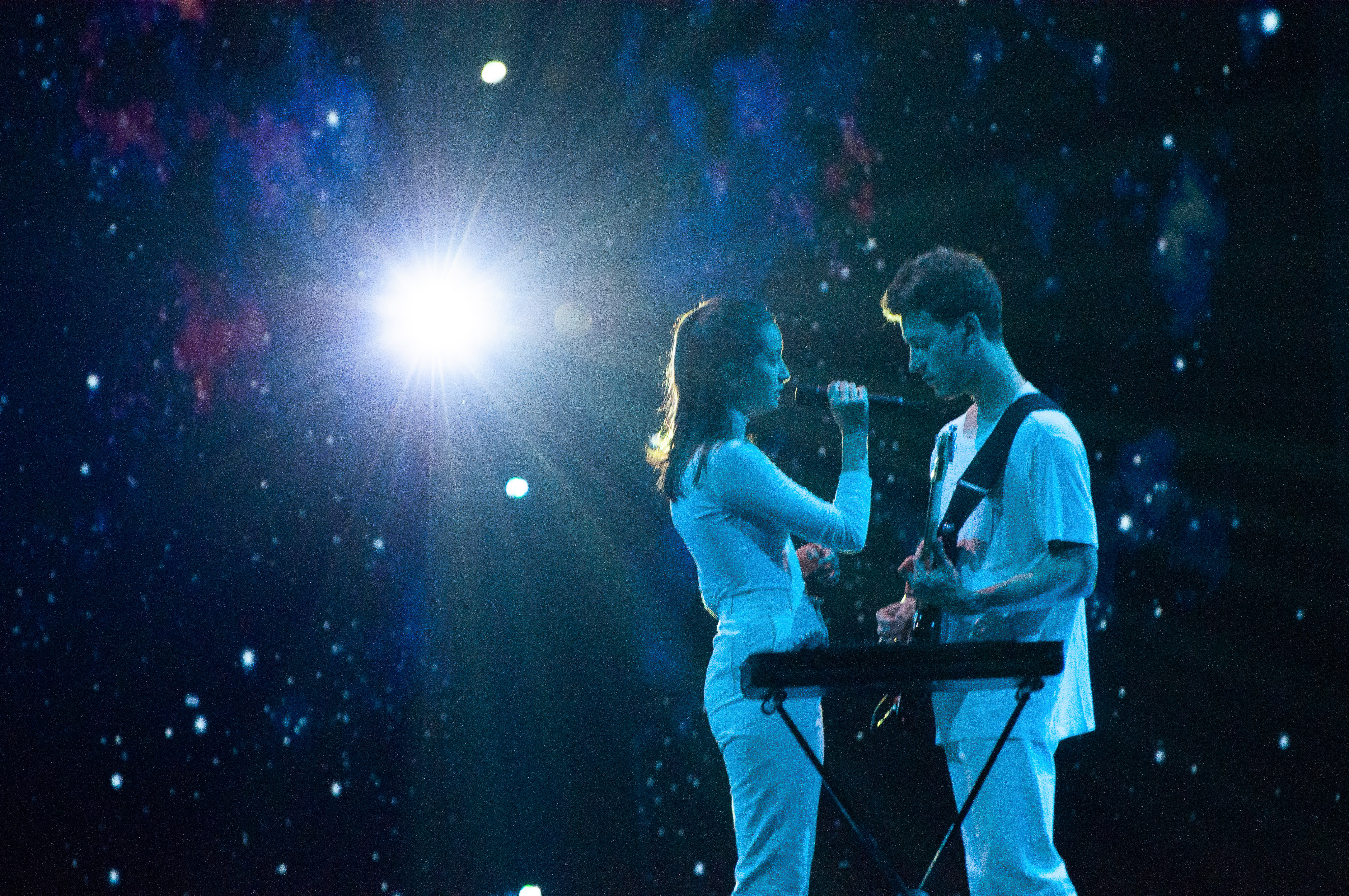
Zala Kralj & Gašper Šantl erreichten 2019 zwar nur Platz 15, holten mit 105 Punkten aber eine neue Höchstpunktzahl für das Land

Slowenien nahm zum ersten Mal 1993 als unabhängiger Staat am ESC teil. Nachdem das Land die osteuropäische Vorentscheidung gewinnen konnte, landete der Beitrag beim ESC selbst nur auf Platz 22. Nach diesen misslungenen Debüt musste das Land 1994 aussetzen. Erst 1995 durfte das Land wieder teilnehmen und erreichte dort seine bis heute beste Platzierung im Wettbewerb. So landete die Sängerin Darja Švajger mit ihrem Lied Prisluhni mi auf Platz 7 und holte mit 84 Punkten die bis dahin höchste Punktzahl für das Land. Nach diesem Erfolg folgte 1996 allerdings wieder ein enttäuschendes Ergebnis. Die Sängerin Regina landete nur auf Platz 21 von 23. 1997 ging es dann aber wieder auf aufwärts, denn das Land erreichte Platz 10. 1998 erreichte der slowenische Beitrag dann nur Platz 18. 1999 hingegen verpasste Darja Švajger, die die bis heute beste Platzierung des Landes 1995 holte, mit Platz 11 eine weitere Platzierung unter den besten Zehn. Durch die allerdings eher schwache Phase von 1996 bis 1998 musste das Land im Jahre 2000 aussetzen.
2001, als das Land zurückkehrte, holte die Sängerin Nuša Derenda mit Platz 7 ebenfalls das beste slowenische Ergebnis im Wettbewerb. Da die Sängerin Darja Švajger aber 1995 mehr Punkte erzielte, ist die Platzierung 2001 das zweitbeste Ergebnis Sloweniens. Danach ging es aber stetig bergab für das Land im Wettbewerb. So wurde 2002 noch ein durchschnittlicher Platz 13 erreicht, während 2003 nur Platz 23 erreicht wurde. 2004, als das Halbfinale eingeführt wurde, erzielte Slowenien nur den vorletzten Platz dort und schied somit im Halbfinale aus. Mit fünf Punkten ist die Teilnahme 2004 Sloweniens bis heute niedrigste erreichte Punktzahl im Wettbewerb. Auch 2005 und 2006 konnten sich die slowenischen Beiträge nicht für das Finale qualifizieren. Erst 2007 schaffte es das Land wieder ins Finale, nachdem die Sängerin Alenka Gotar mit ihrem Lied Cvet z juga Platz 7 im Halbfinale holte. Im Finale erreichte der Beitrag dann Platz 15. Von 2008 bis 2010 wurde dann stets wieder das Finale verpasst, auch wenn der Beitrag von 2008 die Finalqualifikation mit Platz 11 im Halbfinale nur knapp verfehlte. Erst ab 2011 lief es langsam wieder etwas besser für das Land im Wettbewerb.
So erreichte die Sängerin Maja Keuc 2011 mit ihrem Lied No One Platz 3 im Halbfinale, womit sich Slowenien erstmals seit 2007 wieder für das Finale qualifizierte. Im Finale holte sie dann mit Platz 13 das beste Ergebnis seit neun Jahren. Mit 96 Punkten holte sie ebenfalls eine neue Höchstpunktzahl für das Land. 2012 hingegen landete der slowenische Beitrag im Halbfinale nur auf dem vorletzten Platz, womit das Finale wieder verpasst wurde. 2013 und 2014 waren die Teilnahmen aus finanziellen Gründen lange Zeit unklar, am Ende nahm das Land aber doch jeweils teil. 2013 erzielte das Land dann aber sein bisher schlechtestes Ergebnis im Wettbewerb, denn die Sängerin Hannah Mancini landete auf dem letzten Platz im Halbfinale. 2014 gelang dem Land dann erstmals seit drei Jahren wieder der Finaleinzug, wenn auch knapp mit Platz 10 im Halbfinale. Im Finale reichte es am Ende dann nur für den vorletzten Platz. 2015 konnte sich das Land dann erstmals zwei Jahre in Folge für das Finale qualifizieren. Nach Platz 5 im Halbfinale, erreichte das Duo Maraaya im Finale Platz 14. 2016 hingegen verpasste das Land erstmals seit 2013 wieder das Finale. Auch 2017 als Omar Naber, der bereits 2005 im Halbfinale für Slowenien scheiterte, antrat konnte das Land erneut nicht das Finale erreichen und landete im Halbfinale nur auf dem vorletzten Platz. 2018 schaffte es die Sängerin Lea Sirk dann auf Platz 8 im Halbfinale und führte Slowenien somit erstmals seit drei Jahren ins Finale. Dort belegte sie am Ende aber auch nur Platz 22. 2019 konnte Slowenien sich dann erneut für das Finale qualifizieren und holte mit dem Duett Zala Kralj & Gašper Šantl Platz 15 sowie eine neue Höchstpunktzahl von 105 Punkten. 2021 scheiterte man dann wieder an einer Finalqualifikation, auch 2022 konnte man sich nicht für das Finale qualifizieren und belegte sogar den letzten Platz im Halbfinale, was das schlechteste Ergebnis des Landes seit 2013 darstellt. 2023 hingegen schaffte man es wieder, sich für das Finale zu qualifizieren. Im Finale belegte man mit Platz 21 von 26 jedoch nur eine Platzierung in der unteren Tabellenhälfte. 2024 schaffte man es erneut ins Finale, wo man allerdings nur Platz 23 erreichte. Im Folgejahr verpasste man bereits zum dreizehnten Mal den Finaleinzug.
Insgesamt landeten also 6 von den 30 Beiträgen in der linken Tabellenhälfte. Das Land verpasste bereits dreizehn Mal das Finale und zählt damit neben Lettland zu den Ländern, die bisher am häufigsten im Halbfinale ausgeschieden sind. Mit zwei letzten Plätzen, einigen hinteren Platzierungen sowie jeweils nur drei Platzierungen unter den besten Zehn zählt Slowenien zu den weniger erfolgreichen Ländern im Wettbewerb.

## Liste der Beiträge
Farblegende:
– 1. Platz. 
– 2. Platz. 
– 3. Platz. 
– Punktgleichheit mit dem letzten Platz.
– ausgeschieden im Halbfinale/in der Qualifikation/im osteuropäischen Vorentscheid.
– keine Teilnahme/nicht qualifiziert.
– Absage des Eurovision Song Contests.
| Jahr | Interpret                 | Titel Musik (M) und Text (T) | Sprache                           | Übersetzung                    | Finale                                           | Finale                                           | Halbfinale/ Qualifikation                        | Halbfinale/ Qualifikation                        | Nationaler Vorentscheid                               |
| Jahr | Interpret                 | Titel Musik (M) und Text (T) | Sprache                           | Übersetzung                    | Platz                                            | Punkte                                           | Platz                                            | Punkte                                           | Nationaler Vorentscheid                               |
| ---- | ------------------------- | --- | --------------------------------- | ------------------------------ | ------------------------------------------------ | ------------------------------------------------ | ------------------------------------------------ | ------------------------------------------------ | ----------------------------------------------------- |
| 1993 | 1 x Band                  | Tih deževen dan M: Cole Moretti; T: Tomaž Kosec | Slowenisch                        | Ein leiser, verregneter Tag    | 22 / 25                                          | 9                                                | 1 / 7                                            | 54                                               | Slovenski izbor za Pesem Evrovizije 1993              |
| 1994 | Nicht qualifiziert        | Nicht qualifiziert | Nicht qualifiziert                | Nicht qualifiziert             | Nicht qualifiziert                               | Nicht qualifiziert                               | Nicht qualifiziert                               | Nicht qualifiziert                               | Nicht qualifiziert                                    |
| 1995 | Darja Švajger             | Prisluhni mi M: Primož Peterca, Sašo Fajon; T: Primož Peterca                                                                                         | Slowenisch                        | Hör mir zu                     | 7 / 23                                           | 84                                               | Direkt für das Finale qualifiziert               | Direkt für das Finale qualifiziert               | Slovenski izbor za Pesem Evrovizije 1995              |
| 1996 | Regina                    | Dan najlepših sanj M/T: Aleksander Kogoj | Slowenisch                        | Der Tag des schönsten Traumes  | 21 / 23                                          | 16                                               | 19 / 29                                          | 30                                               | EMA 1996                                              |
| 1997 | Tanja Ribič               | Zbudi se M: Saša Lošić; T: Zoran Predin | Slowenisch                        | Wach auf                       | 10 / 25                                          | 60                                               | Direkt für das Finale qualifiziert               | Direkt für das Finale qualifiziert               | EMA 1997                                              |
| 1998 | Vili Resnik               | Naj bogovi slišijo M: Matjaž Vlašič; T: Urša Vlašič                                                                                                   | Slowenisch                        | Lass es die Götter hören       | 18 / 25                                          | 17                                               | Direkt für das Finale qualifiziert               | Direkt für das Finale qualifiziert               | EMA 1998                                              |
| 1999 | Darja Švajger             | For a Thousand Years M: Sašo Fajon; T: Primož Peterca                                                                                                 | Englisch                          | Tausend Jahre lang             | 11 / 23                                          | 50                                               | Direkt für das Finale qualifiziert               | Direkt für das Finale qualifiziert               | EMA 1999                                              |
| 2000 | Nicht qualifiziert        | Nicht qualifiziert | Nicht qualifiziert                | Nicht qualifiziert             | Nicht qualifiziert                               | Nicht qualifiziert                               | Nicht qualifiziert                               | Nicht qualifiziert                               | Nicht qualifiziert                                    |
| 2001 | Nuša Derenda              | Energy M: Matjaž Vlašič; T: Urša Vlašič, Lucienne Lonchina                                                                                            | Englisch                          | Energie                        | 7 / 23                                           | 70                                               | Direkt für das Finale qualifiziert               | Direkt für das Finale qualifiziert               | EMA 2001                                              |
| 2002 | Sestre                    | Samo ljubezen M: Robert Pešut; T: Barbara Pešut | Slowenisch                        | Nur Liebe                      | 13 / 24                                          | 33                                               | Direkt für das Finale qualifiziert               | Direkt für das Finale qualifiziert               | EMA 2002                                              |
| 2003 | Karmen Stavec             | Nanana M: Martin Štibernik; T: Karmen Stavec | Englisch                          | Na na na                       | 23 / 26                                          | 7                                                | Direkt für das Finale qualifiziert               | Direkt für das Finale qualifiziert               | EMA 2003                                              |
| 2004 | Platin                    | Stay Forever M: Simon Gomilšek; T: Diana Lečnik | Englisch                          | Bleib für immer                | Ausgeschieden                                    | Ausgeschieden                                    | 21 / 22                                          | 5                                                | EMA 2004                                              |
| 2005 | Omar Naber                | Stop M: Omar Naber, Urša Vlašič; T: Omar Naber | Slowenisch                        | Stopp                          | Ausgeschieden                                    | Ausgeschieden                                    | 12 / 25                                          | 69                                               | EMA 2005                                              |
| 2006 | Anžej Dežan               | Mr. Nobody M: Matjaž Vlašič; T: Urša Vlašič | Englisch                          | Herr Niemand                   | Ausgeschieden                                    | Ausgeschieden                                    | 16 / 24                                          | 49                                               | EMA 2006                                              |
| 2007 | Alenka Gotar              | Cvet z juga M/T: Andrej Babić | Slowenisch                        | Blume des Südens               | 15 / 24                                          | 66                                               | 7 / 28                                           | 140                                              | EMA 2007                                              |
| 2008 | Rebeka Dremelj            | Vrag naj vzame M: Josip Miani-Pipi; T: Amon | Slowenisch                        | Zur Hölle damit                | Ausgeschieden                                    | Ausgeschieden                                    | 11 / 19                                          | 36                                               | EMA 2008                                              |
| 2009 | Quartissimo feat. Martina | Love Symphony M: Andrej Babić, Aleksandar Valenčić; T: Andrej Babić                                                                                   | Englisch                          | Liebessymphonie                | Ausgeschieden                                    | Ausgeschieden                                    | 16 / 19                                          | 14                                               | EMA 2009                                              |
| 2010 | Roka Žlindre & Kalamari   | Narodnozabavni rock M: Marino Legović; T: Leon Oblak                                                                                                  | Slowenisch                        | Populärer Folkrock             | Ausgeschieden                                    | Ausgeschieden                                    | 16 / 17                                          | 6                                                | EMA 2010                                              |
| 2011 | Maja Keuc                 | No One M: Matjaž Vlašič; T: Urša Vlašič | Englisch                          | Niemand                        | 13 / 25                                          | 96                                               | 3 / 19                                           | 112                                              | EMA 2011                                              |
| 2012 | Eva Boto                  | Verjamem M: Vladimir Graić; T: Igor Pirković | Slowenisch                        | Ich glaube                     | Ausgeschieden                                    | Ausgeschieden                                    | 17 / 18                                          | 31                                               | Misija Evrovizija 2012 (Interpretin), EMA 2012 (Lied) |
| 2013 | Hannah Mancini            | Straight into Love M/T: Hannah Mancini | Englisch                          | Geradewegs in die Liebe        | Ausgeschieden                                    | Ausgeschieden                                    | 16 / 16                                          | 8                                                | interne Auswahl                                       |
| 2014 | Tinkara Kovač             | Spet (Round and Round) M: Raay; T: Tinkara Kovač, Hannah Mancini, Tina Piš                                                                            | Englisch, Slowenisch              | Wieder (Rund und rund)         | 25 / 26                                          | 9                                                | 10 / 15                                          | 52                                               | EMA 2014                                              |
| 2015 | Maraaya                   | Here for You M/T: Raay, Marjetka Vovk, Charlie Mason                                                                                                  | Englisch                          | Für dich da                    | 14 / 27                                          | 39                                               | 5 / 17                                           | 92                                               | EMA 2015                                              |
| 2016 | ManuElla                  | Blue and Red M/T: Marjan Hvala, Manuella Brečko, Leon Oblak                                                                                           | Englisch                          | Blau und rot                   | Ausgeschieden                                    | Ausgeschieden                                    | 14 / 18                                          | 57                                               | EMA 2016                                              |
| 2017 | Omar Naber                | On My Way M/T: Omar Naber | Englisch                          | Unterwegs                      | Ausgeschieden                                    | Ausgeschieden                                    | 17 / 18                                          | 36                                               | EMA 2017                                              |
| 2018 | Lea Sirk                  | Hvala, Ne! M/T: Lea Sirk, Tomy DeClerque | Slowenisch, Portugiesisch         | Danke, nein!                   | 22 / 26                                          | 64                                               | 8 / 18                                           | 132                                              | EMA 2018                                              |
| 2019 | Zala Kralj & Gašper Šantl | Sebi M/T: Zala Kralj, Gašper Šantl | Slowenisch                        | Man selbst                     | 15 / 26                                          | 105                                              | 6 / 17                                           | 167                                              | EMA 2019                                              |
| 2020 | Ana Soklič                | Voda M: Ana Soklič, Bojan Simončič; T: Ana Soklič | Slowenisch                        | Wasser                         | Absage wegen der COVID-19-Pandemie durch die EBU | Absage wegen der COVID-19-Pandemie durch die EBU | Absage wegen der COVID-19-Pandemie durch die EBU | Absage wegen der COVID-19-Pandemie durch die EBU | EMA 2020                                              |
| 2021 | Ana Soklič                | Amen M: Ana Soklič, Žiga Pirnat, Bojan Simončič; T: Charlie Mason, Ana Soklič, Žiga Pirnat                                                            | Englisch                          | –                              | Ausgeschieden                                    | Ausgeschieden                                    | 13 / 16                                          | 44                                               | interne Auswahl                                       |
| 2022 | LPS                       | Disko M/T: Filip Vidušin, Gašper Hlupič, Jakob Korošec, Mark Semeja, Zala Velenšek, Žiga Žvižej                                                       | Slowenisch                        | Disko                          | Ausgeschieden                                    | Ausgeschieden                                    | 17 / 17                                          | 15                                               | EMA 2022                                              |
| 2023 | Joker Out                 | Carpe diem M: Bojan Cvjetićanin, Jan Peteh, Jure Maček, Kris Guštin, Nace Jordan; T: Bojan Cvjetićanin                                                | Slowenisch mit lateinischem Titel | Nutze den Tag                  | 21 / 26                                          | 78                                               | 5 / 16                                           | 103                                              | interne Auswahl                                       |
| 2024 | Raiven                    | Veronika M: Martin Bezjak, Sara Briški Cirman, Bojan Cvjetićanin, Danilo Kapel, Peter Khoo; T: Sara Briški Cirman, Bojan Cvjetićanin, Klavdija Kopina | Slowenisch                        | Veronika                       | 23 / 25                                          | 27                                               | 9 / 15                                           | 51                                               | interne Auswahl                                       |
| 2025 | Klemen                    | How Much Time Do We Have Left M/T: Klemen Slakonja, Ryan Small, Maja Slatinšek                                                                        | Englisch                          | Wie viel Zeit bleibt uns noch? | Ausgeschieden                                    | Ausgeschieden                                    | 13 / 15                                          | 23                                               | EMA 2025                                              |

## Kommentatoren und Punktesprecher
| Jahr | Kommentator      | Radiokommentator | Punktesprecher     |
| ---- | ---------------- | --- | ------------------ |
| 1992 | Miša Molk        | Keine Radioübertragung | Keine Teilnahme    |
| 1993 | Tajda Lekše      | – | Miša Molk          |
| 1994 | Damjana Golavšek | – | Nicht qualifiziert |
| 1995 | Damjana Golavšek | – | Miša Molk          |
| 1996 | Miša Molk        | – | Mario Galunič      |
| 1997 | –                | Andrej Karoli | Mojca Mavec        |
| 1998 | –                | Andrej Karoli | Mojca Mavec        |
| 1999 | –                | Andrej Karoli | Mira Berginc       |
| 2000 | –                | Andrej Hofer | Nicht qualifiziert |
| 2001 | –                | Keine Radioübertragung | Mojca Mavec        |
| 2002 | –                | Keine Radioübertragung | Nuša Derenda       |
| 2003 | Andrea F         | Keine Radioübertragung | Peter Poles        |
| 2004 | Andrea F         | Jernej Vene | Peter Poles        |
| 2005 | Mojca Mavec      | Jernej Vene | Katarina Čas       |
| 2006 | Mojca Mavec      | Keine Radioübertragung | Peter Poles        |
| 2007 | Mojca Mavec      | Jernej Vene & Aida Kurtović | Peter Poles        |
| 2008 | Andrej Hofer     | Aida Kurtović | Peter Poles        |
| 2009 | Andrej Hofer     | Aida Kurtović | Peter Poles        |
| 2010 | Andrej Hofer     | Keine Radioübertragung | Andrea F           |
| 2011 | Andrej Hofer     | Maruša Kerec | Klemen Slakonja    |
| 2012 | Andrej Hofer     | Maruša Kerec | Lorella Flego      |
| 2013 | Andrej Hofer     | Maruša Kerec | Andrea F           |
| 2014 | Andrej Hofer     | Ana Maria Mitic & Domen Savič | Ula Furlan         |
| 2015 | Andrej Hofer     | Anja Hlača Ferjančič & Maruša Kerec | Tinkara Kovač      |
| 2016 | Andrej Hofer     | Andrej Karoli | Marjetka Vovk      |
| 2017 | Andrej Hofer     | Miha Šalehar & Maruša Kerec | Katarina Čas       |
| 2018 | Andrej Hofer     | Miha Šalehar & Maruša Kerec | Amaya              |
| 2019 | Andrej Hofer     | Andrej Karoli | Lea Sirk           |
| 2021 | Mojca Mavec      | Miha Šalehar, Neja Jerant & Uršula Zaletelj                                                                                              | Lorella Flego      |
| 2022 | Andrej Hofer     | Maruša Kerec | Lorella Flego      |
| 2023 | Andrej Hofer     | Maja Stepančič, Maruša Kerec, Neja Jerant & Uršula Zaletelj (Zweites Halbfinale) Maja Stepančič, Miha Šalehar & Uršula Zaletelj (Finale) | Melani Mekicar     |
| 2024 | Mojca Mavec      | Maj Valerij & Igor Bračič | Lorella Flego      |
| 2025 | Mojca Mavec      | Maj Valerij (Erstes Halbfinale und Finale) Igor Bračič (Finale)                                                                          | Lorella Flego      |

## Nationale Vorentscheide
Beinahe alle slowenischen Beiträge, außer 2013, 2021, 2023 und 2024, wurden über eine nationale Vorentscheidung gewählt. Diese findet meistens unter dem Titel Evrovizijska Melodija (EMA) oder auch als EMA Evrovizija statt. Lediglich in den Jahren 1993, 1995 sowie 2012 fand der Vorentscheid noch unter dem Titel Slovenski izbor za Pesem Evrovizije (1993, 1995) bzw. Misija Evrovizija (2012) statt.

## Sprachen
Bis einschließlich 1998 wurden alle Beiträge den Regeln gemäß auf Slowenisch vorgestellt. Ab 1999 wurde dann überwiegend auf Englisch gesungen, nämlich 1999, 2001, 2003, 2004, 2006, 2009, 2011, 2013, 2015, 2016, 2017 und 2025. 2002, 2005, 2007, 2008, 2010, 2012, 2019, 2020, 2021, 2022, 2023 und 2024 hingegen wurden die Beiträge auf Slowenisch vorgestellt. 2009 und 2014 wurden die Teilnehmertitel auf Slowenisch und Englisch gesungen. Der Beitrag von 2018 gilt insofern als Besonderheit, da Lea Sirk die letzten Zeilen von Hvala ne auf Portugiesisch vorstellte, nach dem der restliche Text des Liedes auf Slowenisch gesungen wurde.
Lange Zeit galt eine Regel, dass bei der Vorentscheidung alle Beiträge auf Slowenisch gesungen werden mussten, sodass von fast allen Liedern auf Englisch auch eine slowenische Fassung existiert, umgekehrt gibt es von allen anderen Beiträgen auf Slowenisch eine englische Fassung. 1998, 2002, 2004 und 2010 wurden auch deutsche Versionen veröffentlicht.
Von den slowenischen Beiträgen aus jugoslawischer Zeit waren die Texte 1961 und 1962 in serbokroatischer und die von 1966, 1967, 1970 und 1975 in slowenischer Sprache verfasst.

## Punktevergabe
Folgende Länder erhielten die meisten Punkte von oder vergaben die meisten Punkte an Slowenien (Stand: 2025):
| Die meisten im Finale vergebenen Punkte | Die meisten im Finale vergebenen Punkte | Die meisten im Finale vergebenen Punkte |
| Platz                                   | Land                                    | Punkte                                  |
| --------------------------------------- | --------------------------------------- | --------------------------------------- |
| 1                                       | Italien                                 | 163                                     |
| 2                                       | Kroatien                                | 155                                     |
| 3                                       | Schweden                                | 148                                     |
| 4                                       | Serbien                                 | 144                                     |
| 5                                       | Bosnien und Herzegowina                 | 100                                     |

| Die meisten im Finale erhaltenen Punkte | Die meisten im Finale erhaltenen Punkte | Die meisten im Finale erhaltenen Punkte |
| Platz                                   | Land                                    | Punkte                                  |
| --------------------------------------- | --------------------------------------- | --------------------------------------- |
| 1                                       | Kroatien                                | 118                                     |
| 2                                       | Bosnien und Herzegowina                 | 61                                      |
| 3                                       | Serbien                                 | 60                                      |
| 4                                       | Russland                                | 35                                      |
| 5                                       | Nordmazedonien                          | 33                                      |
| 5                                       | Polen                                   | 33                                      |

| Die meisten insgesamt vergebenen Punkte | Die meisten insgesamt vergebenen Punkte | Die meisten insgesamt vergebenen Punkte |
| Platz                                   | Land                                    | Punkte                                  |
| --------------------------------------- | --------------------------------------- | --------------------------------------- |
| 1                                       | Kroatien                                | 277                                     |
| 2                                       | Serbien                                 | 240                                     |
| 3                                       | Schweden                                | 210                                     |
| 4                                       | Ukraine                                 | 166                                     |
| 5                                       | Italien                                 | 163                                     |

| Die meisten insgesamt erhaltenen Punkte | Die meisten insgesamt erhaltenen Punkte | Die meisten insgesamt erhaltenen Punkte |
| Platz                                   | Land                                    | Punkte                                  |
| --------------------------------------- | --------------------------------------- | --------------------------------------- |
| 1                                       | Kroatien                                | 206                                     |
| 2                                       | Serbien                                 | 129                                     |
| 3                                       | Bosnien und Herzegowina                 | 110                                     |
| 4                                       | Polen                                   | 101                                     |
| 5                                       | Montenegro                              | 091                                     |

### Vergaben der Höchstwertung
Seit 1993 vergab Slowenien die Höchstpunktzahl an 17 verschiedene Länder, davon je achtmal an Kroatien. Im Halbfinale dagegen vergab Slowenien die Höchstpunktzahl an 14 verschiedene Länder, davon sechsmal an Kroatien und Serbien.
| Höchstwertung (Finale) | Höchstwertung (Finale)  | Höchstwertung (Finale) |
| Jahr                   | Land                    | Platz (Finale)         |
| ---------------------- | ----------------------- | ---------------------- |
| 1993                   | Irland                  | 1                      |
| 1994                   | Nicht qualifiziert      | Nicht qualifiziert     |
| 1995                   | Kroatien                | 6                      |
| 1996                   | Irland                  | 1                      |
| 1997                   | Russland                | 15                     |
| 1998                   | Kroatien                | 5                      |
| 1999                   | Kroatien                | 4                      |
| 2000                   | Nicht qualifiziert      | Nicht qualifiziert     |
| 2001                   | Estland                 | 1                      |
| 2002                   | Kroatien                | 11                     |
| 2003                   | Russland                | 3                      |
| 2004                   | Serbien und Montenegro  | 2                      |
| 2005                   | Kroatien                | 11                     |
| 2006                   | Bosnien und Herzegowina | 3                      |
| 2007                   | Serbien                 | 1                      |
| 2008                   | Serbien                 | 6                      |
| 2009                   | Norwegen                | 1                      |
| 2010                   | Dänemark                | 4                      |
| 2011                   | Bosnien und Herzegowina | 6                      |
| 2012                   | Serbien                 | 3                      |
| 2013                   | Dänemark                | 1                      |
| 2014                   | Österreich              | 1                      |
| 2015                   | Schweden                | 1                      |
| 2016                   | Ukraine (J)             | 1                      |
| 2016                   | Serbien (T)             | 18                     |
| 2017                   | Portugal (J)            | 1                      |
| 2017                   | Kroatien (T)            | 13                     |
| 2018                   | Schweden (J)            | 7                      |
| 2018                   | Serbien (T)             | 19                     |
| 2019                   | Tschechien (J)          | 11                     |
| 2019                   | Nordmazedonien (T)      | 7                      |
| 2020                   | Wettbewerb abgesagt     | Wettbewerb abgesagt    |
| 2021                   | Italien (J)             | 1                      |
| 2021                   | Serbien (T)             | 15                     |
| 2022                   | Italien (J)             | 6                      |
| 2022                   | Serbien (T)             | 5                      |
| 2023                   | Italien (J)             | 4                      |
| 2023                   | Kroatien (T)            | 13                     |
| 2024                   | Frankreich (J)          | 4                      |
| 2024                   | Kroatien (T)            | 2                      |
| 2025                   | Italien (J & T)         | 5                      |

| Höchstwertung (Halbfinale) | Höchstwertung (Halbfinale) | Höchstwertung (Halbfinale) |
| Jahr                       | Land                       | Platz (Halbfinale)         |
| -------------------------- | -------------------------- | -------------------------- |
| 2004                       | Serbien und Montenegro     | 1                          |
| 2005                       | Kroatien                   | 4                          |
| 2006                       | Bosnien und Herzegowina    | 2                          |
| 2007                       | Serbien                    | 1                          |
| 2008                       | Bosnien und Herzegowina    | 9                          |
| 2009                       | Serbien                    | 10                         |
| 2010                       | Kroatien                   | 13                         |
| 2011                       | Bosnien und Herzegowina    | 5                          |
| 2012                       | Serbien                    | 2                          |
| 2013                       | Ukraine                    | 3                          |
| 2014                       | Nordmazedonien             | 13                         |
| 2015                       | Schweden                   | 1                          |
| 2016                       | Belgien (J)                | 3                          |
| 2016                       | Serbien (T)                | 10                         |
| 2017                       | Australien (J)             | 6                          |
| 2017                       | Portugal (T)               | 1                          |
| 2018                       | Schweden (J)               | 2                          |
| 2018                       | Serbien (T)                | 9                          |
| 2019                       | Tschechien (J)             | 2                          |
| 2019                       | Serbien (T)                | 7                          |
| 2020                       | Wettbewerb abgesagt        | Wettbewerb abgesagt        |
| 2021                       | Zypern (J)                 | 6                          |
| 2021                       | Kroatien (T)               | 11                         |
| 2022                       | Litauen (J)                | 7                          |
| 2022                       | Kroatien (T)               | 11                         |
| 2023                       | Albanien                   | 9                          |
| 2024                       | Kroatien                   | 1                          |
| 2025                       | Kroatien                   | 12                         |

## Verschiedenes
- Sowohl Slowenien als auch Lettland verpassten seit Einführung des Halbfinales gleich dreizehn Mal das Finale und sind beide damit die am häufigsten ausgeschiedenen Ländern in der ESC-Geschichte.

## Impressionen

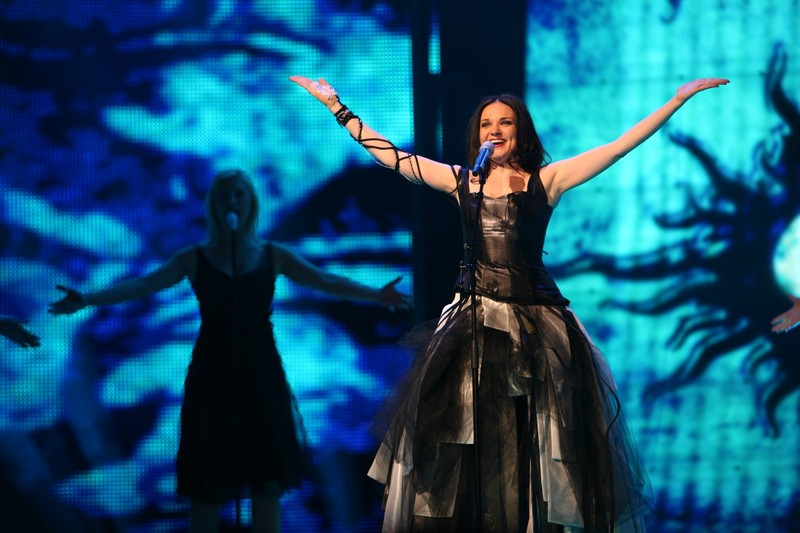
Alenka Gotar 2007
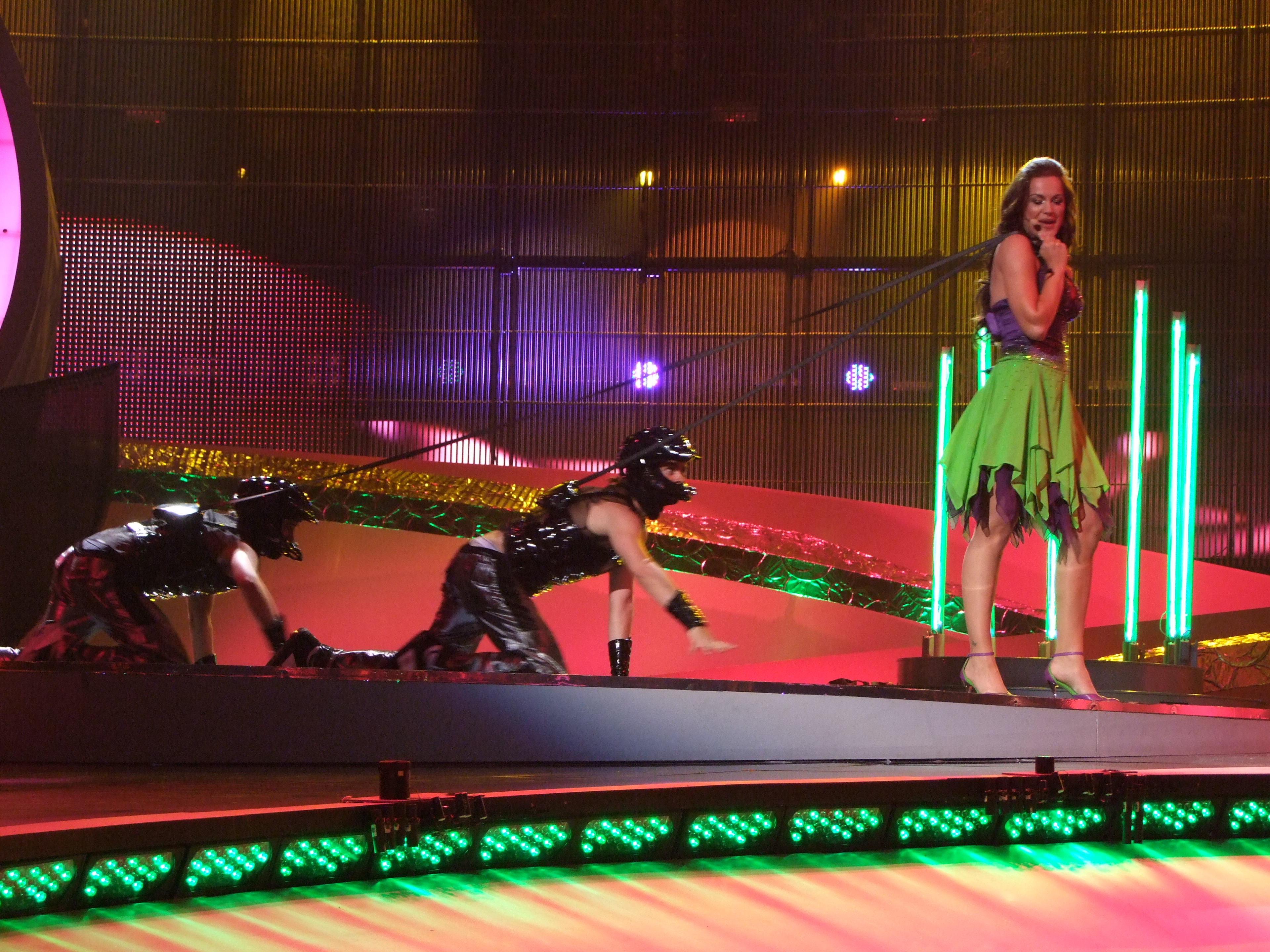
Rebeka Dremlj 2008
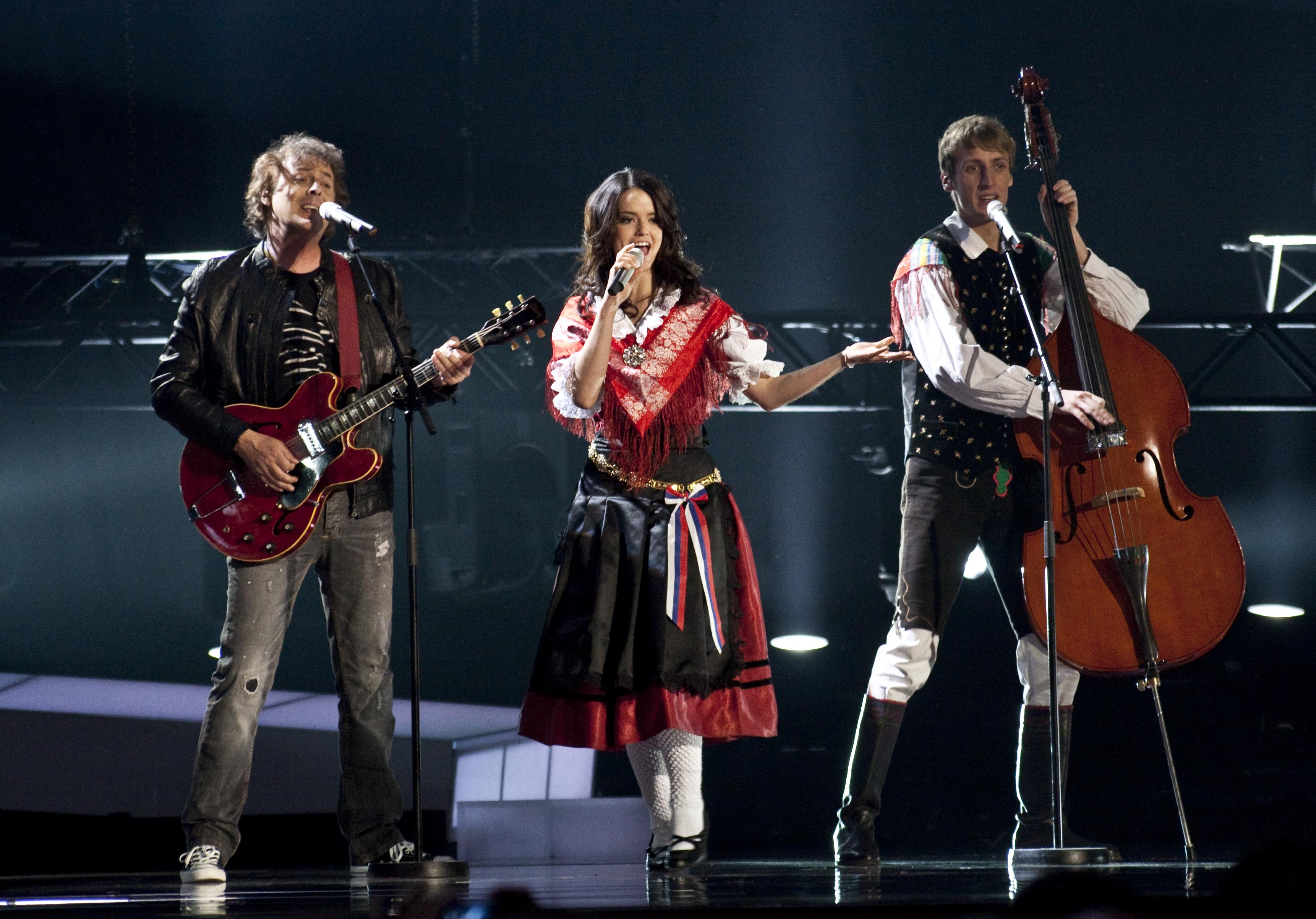
Ansambel Žlindra and Kalamari 2010
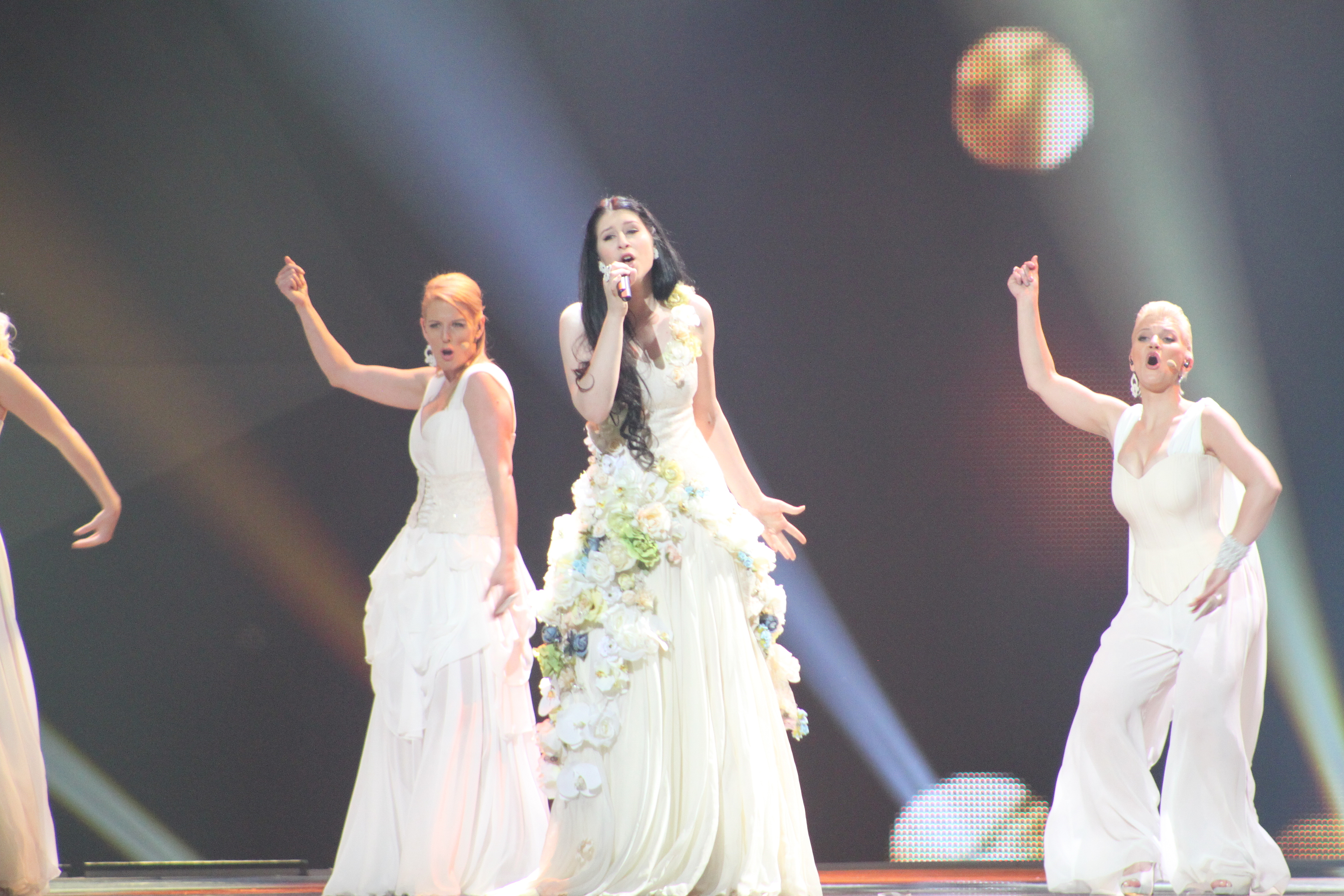
Eva Boto 2012
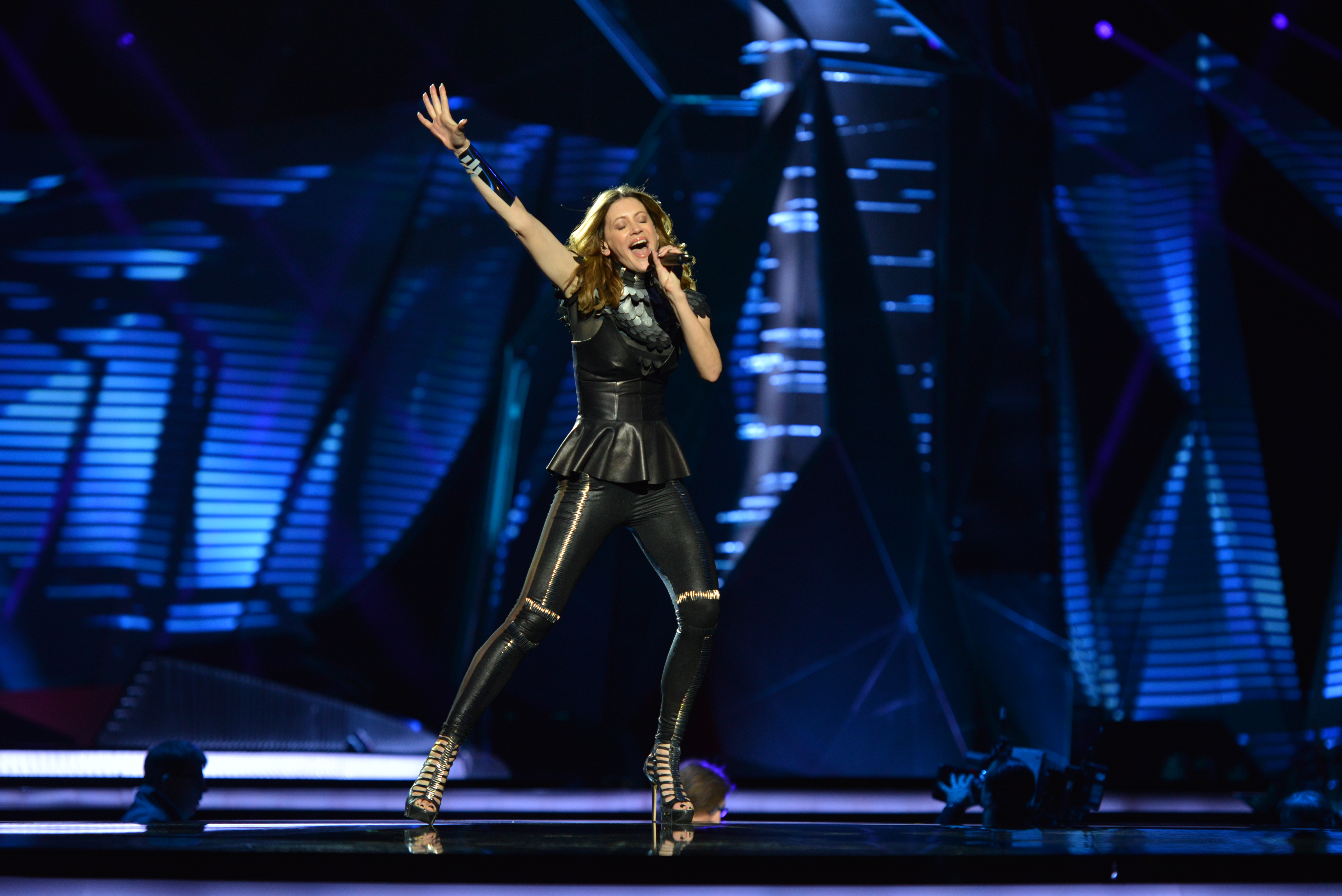
Hannah Mancini 2013
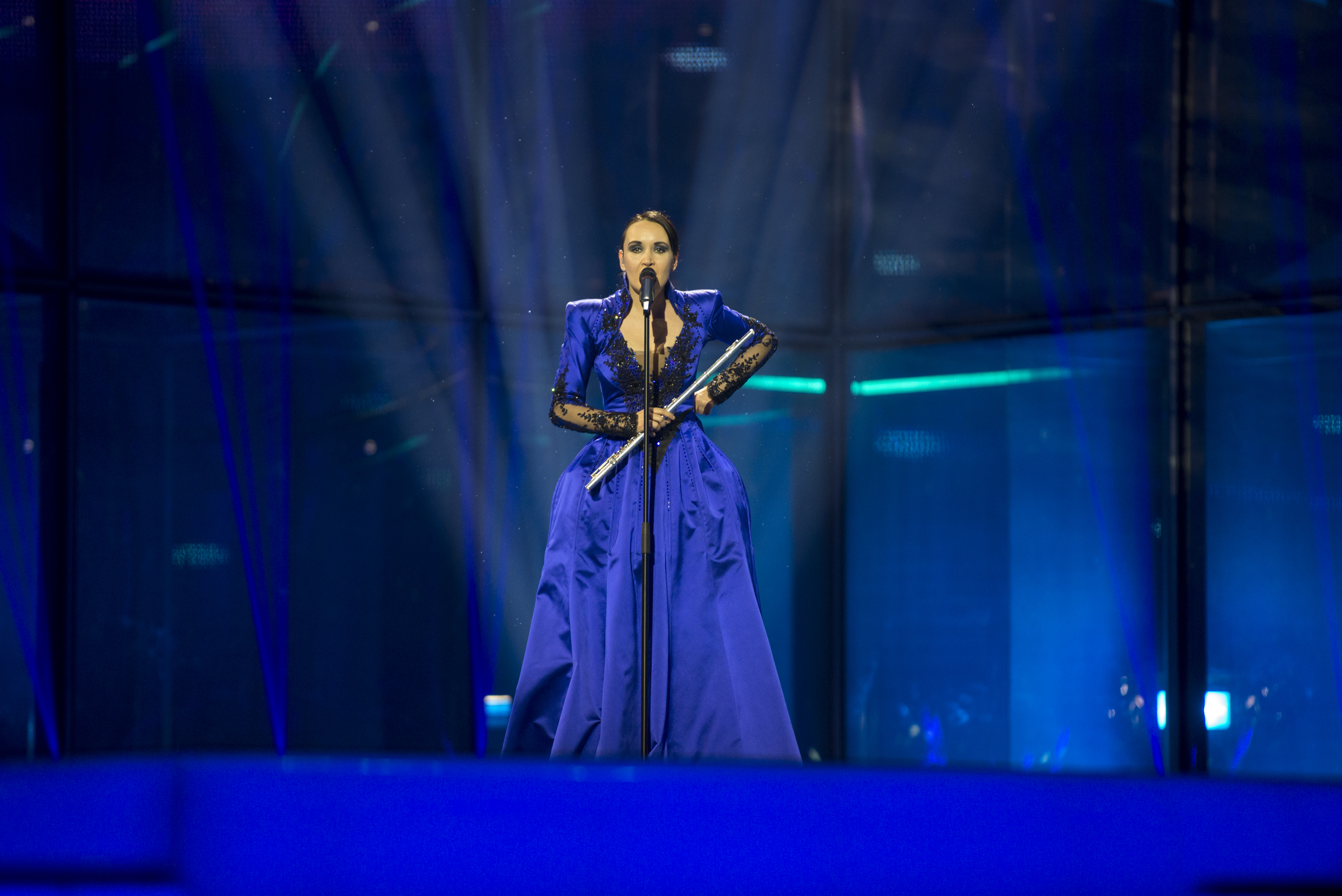
Tinkara Kovač 2014
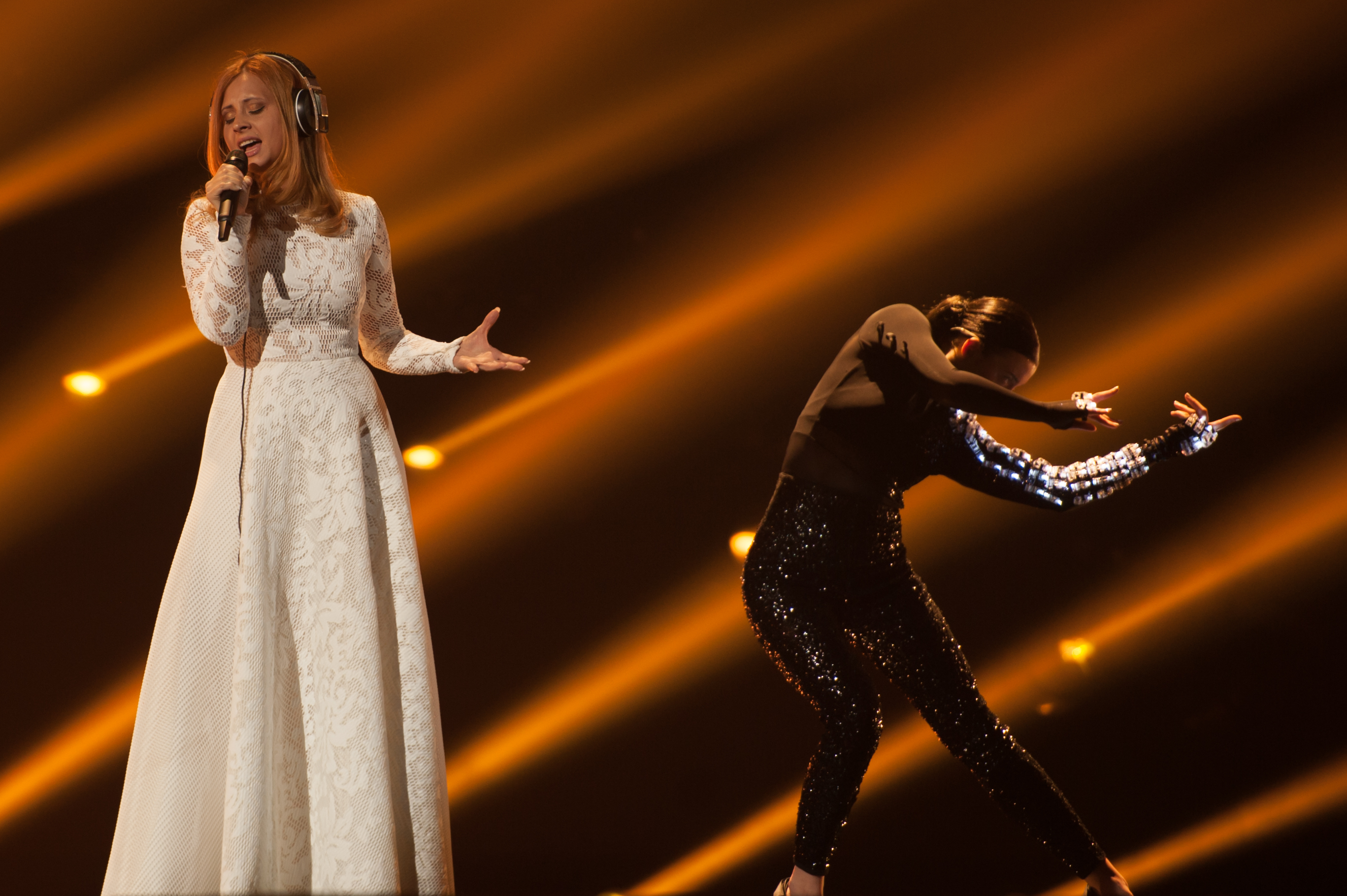
Maraaya 2015
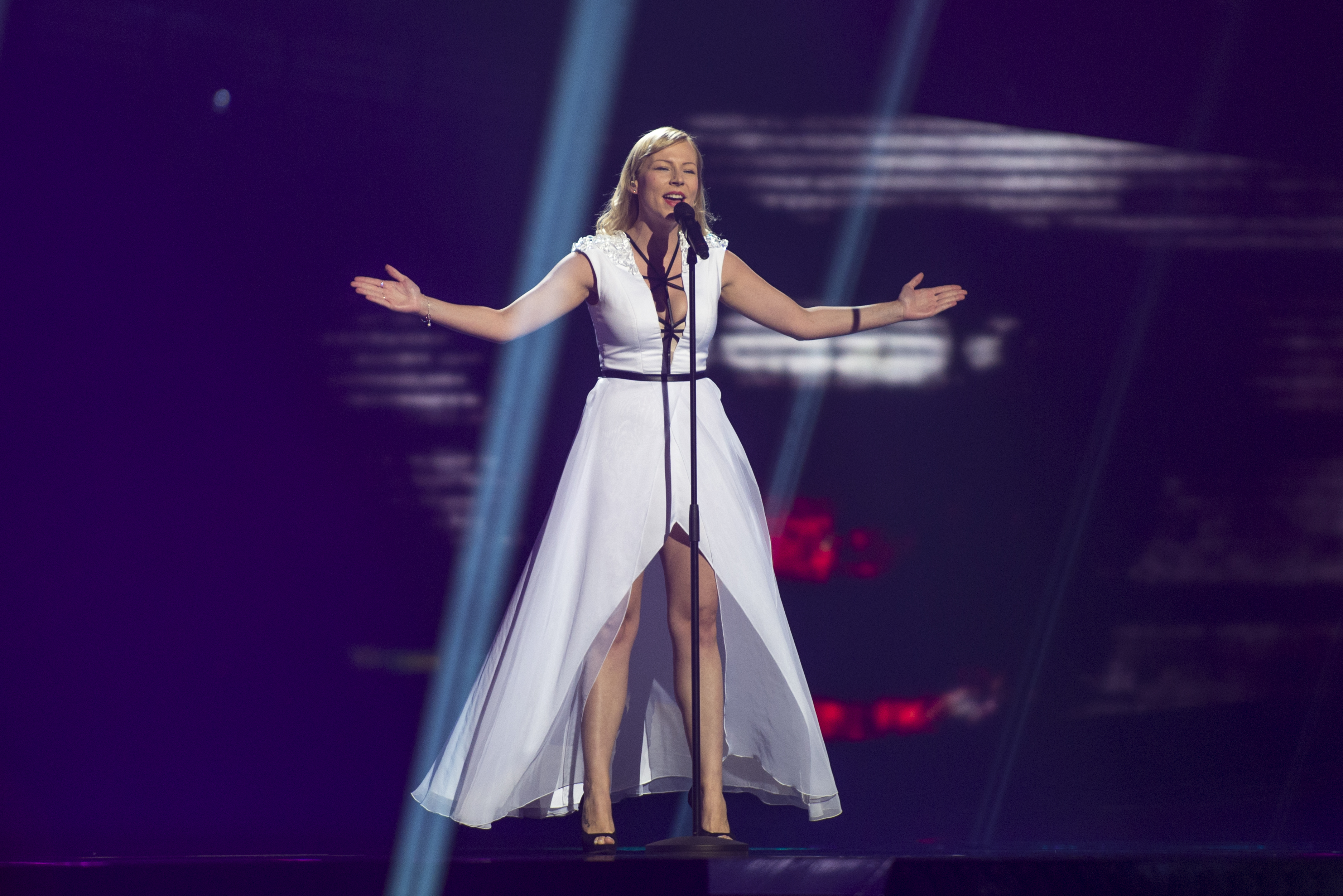
ManuElla 2016
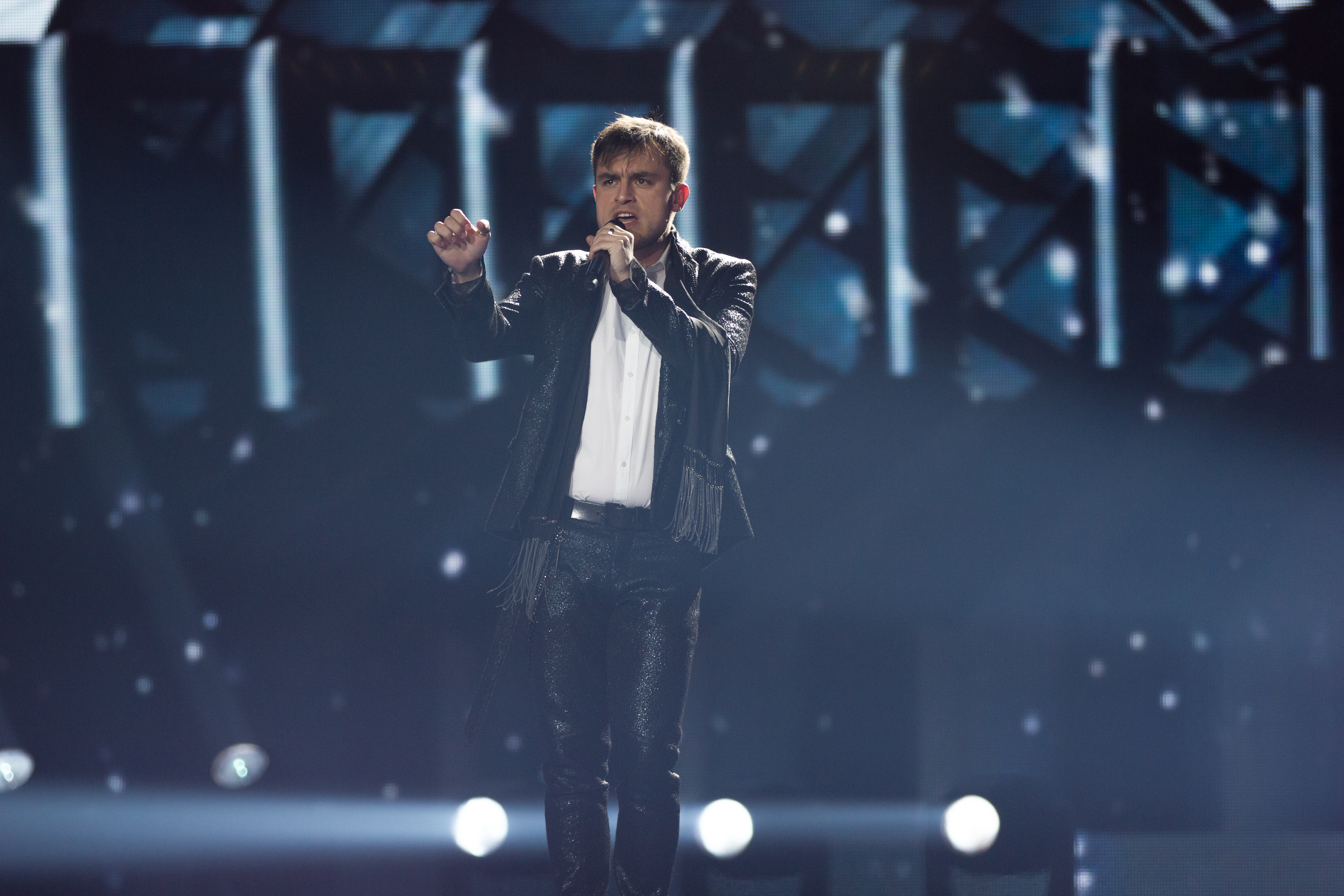
Omar Naber 2017
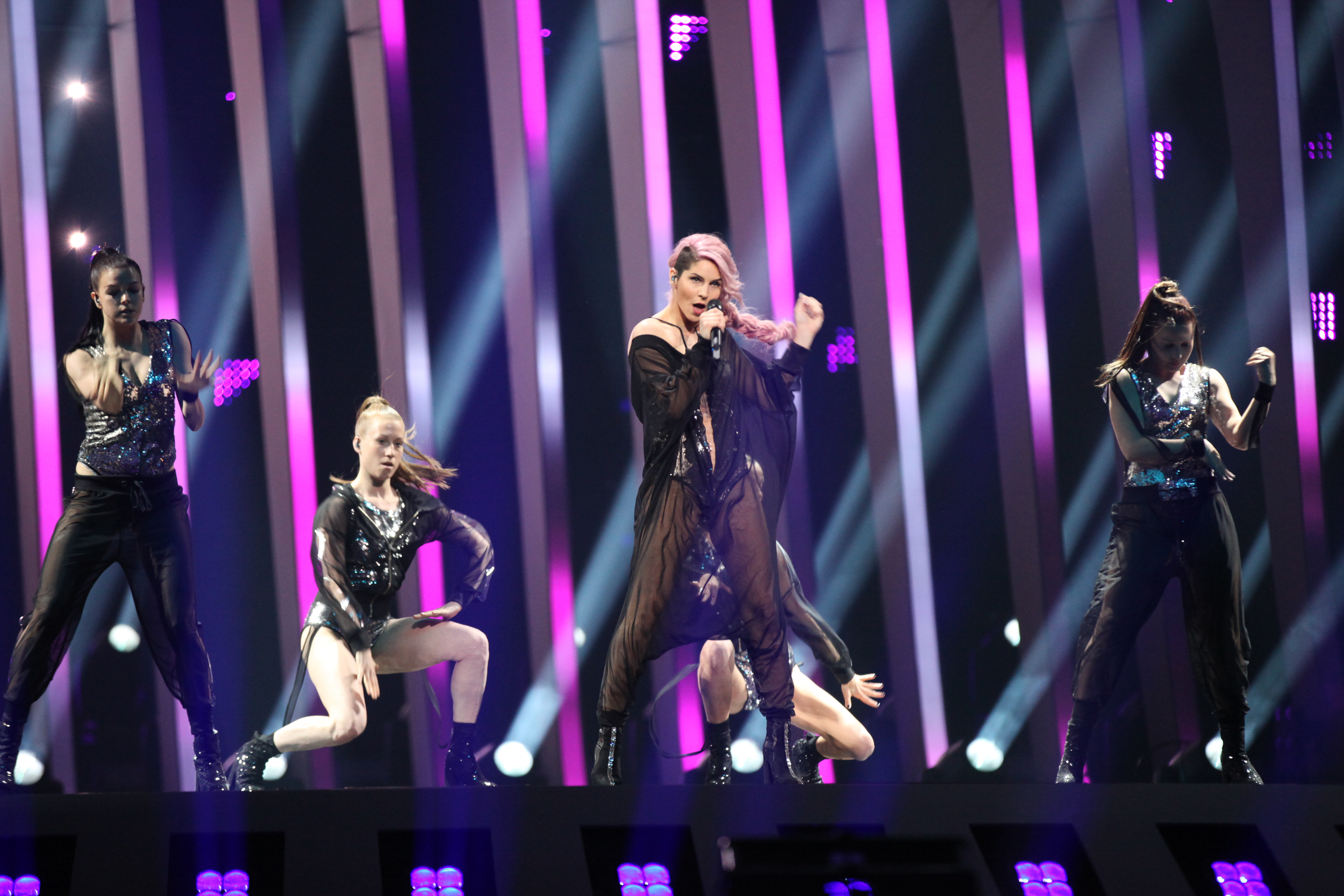
Lea Sirk 2018
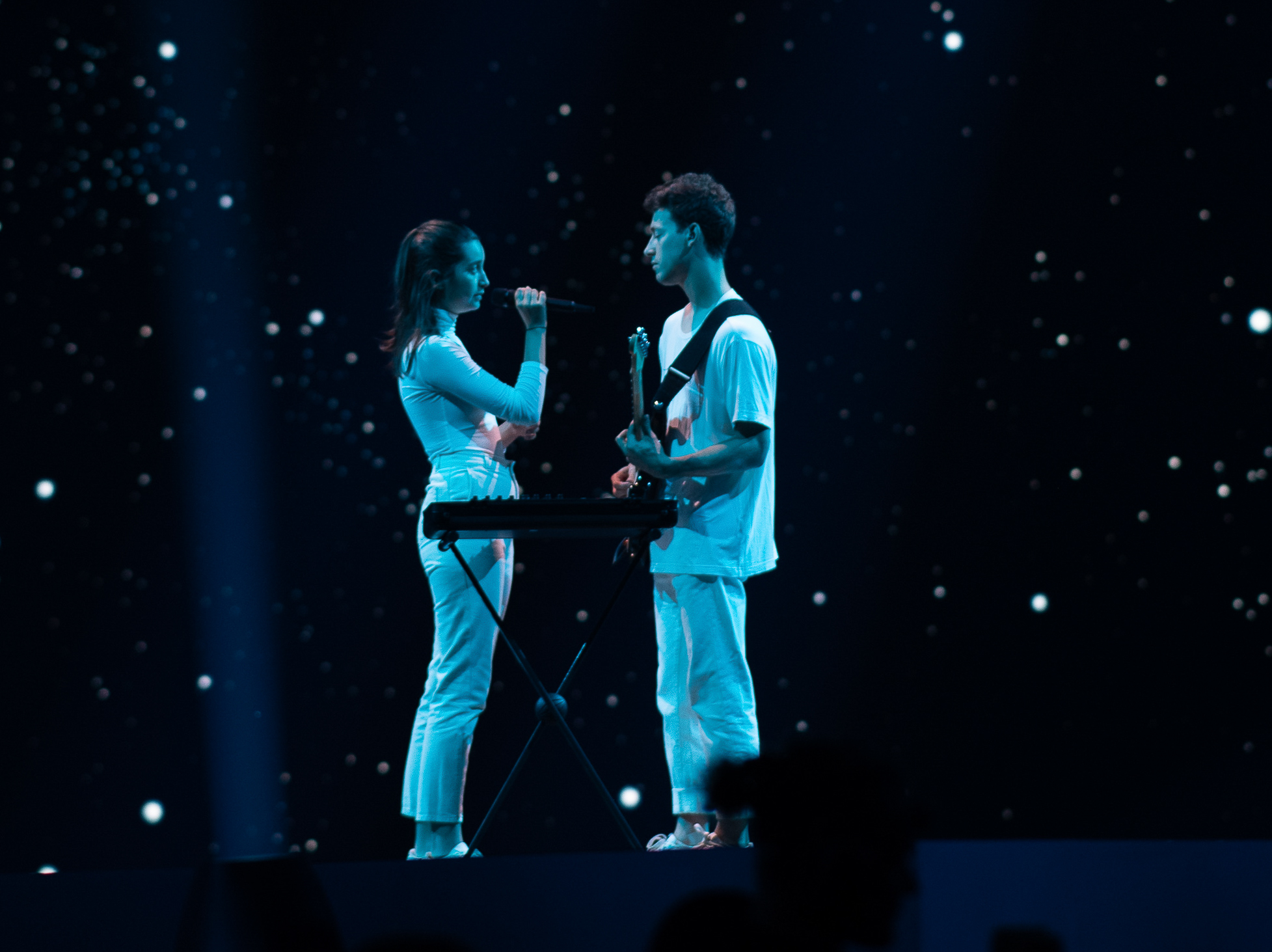
Zala Kralj & Gašper Šantl 2019
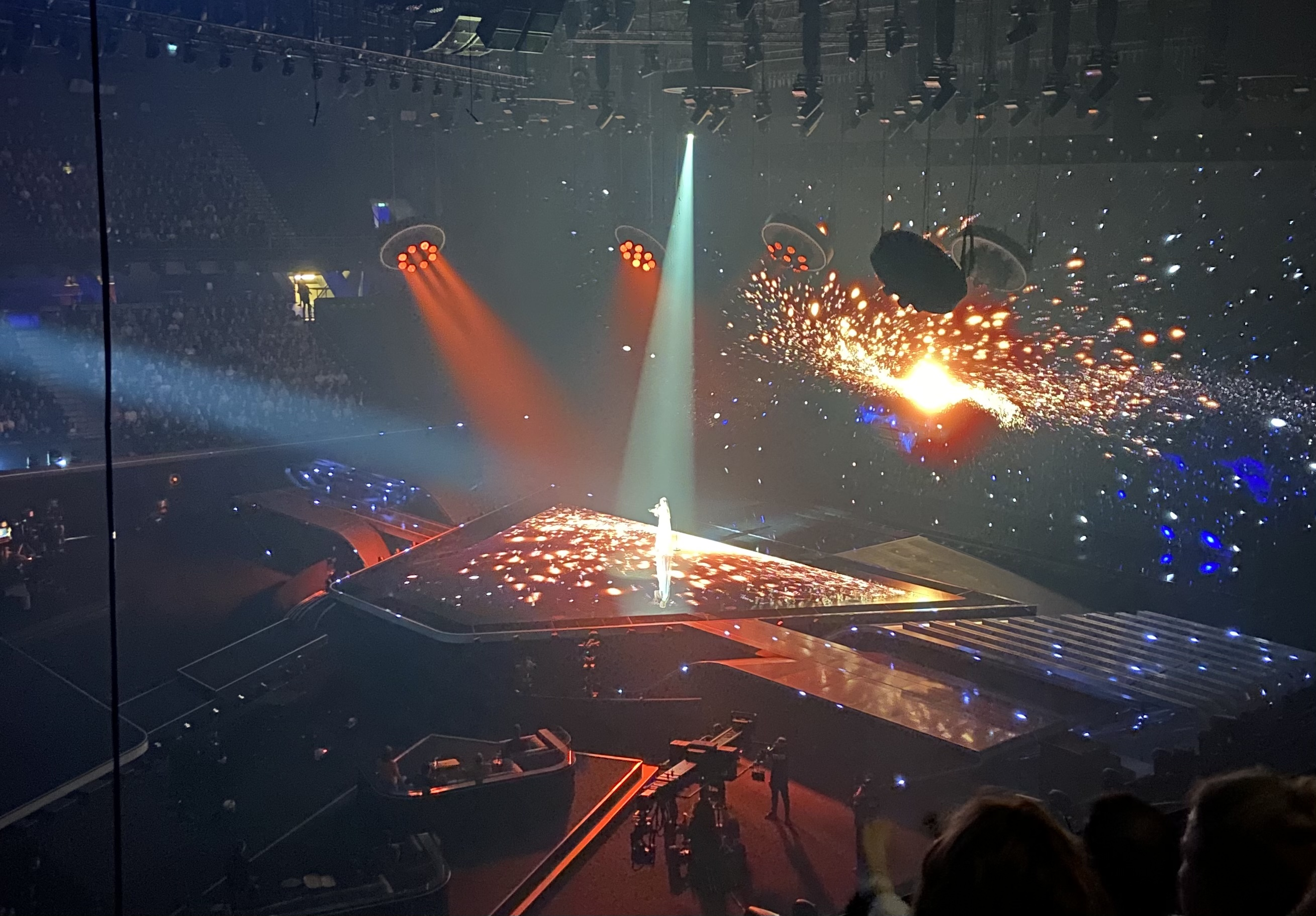
Ana Soklič 2021
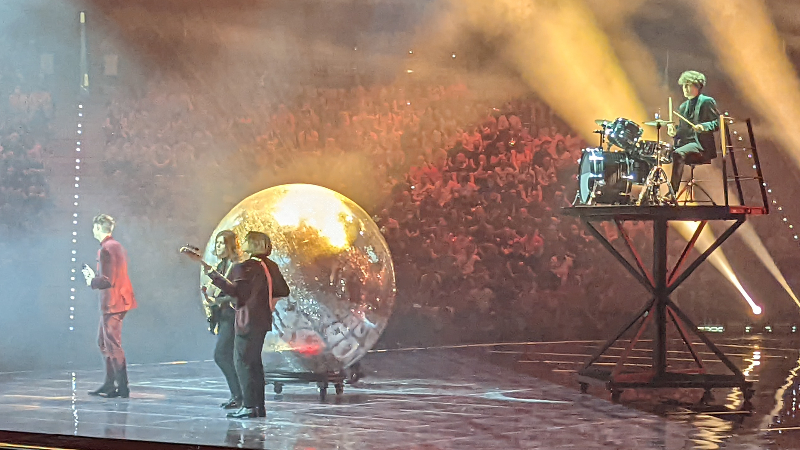
LPS 2022
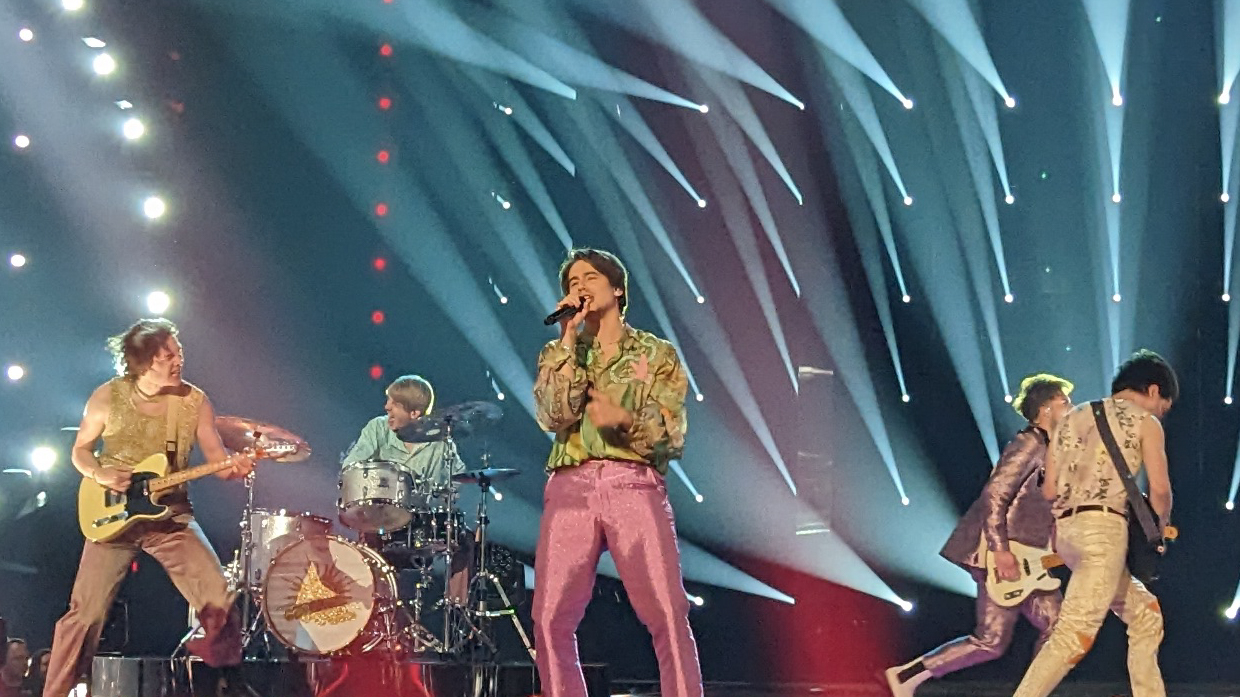
Joker Out 2023
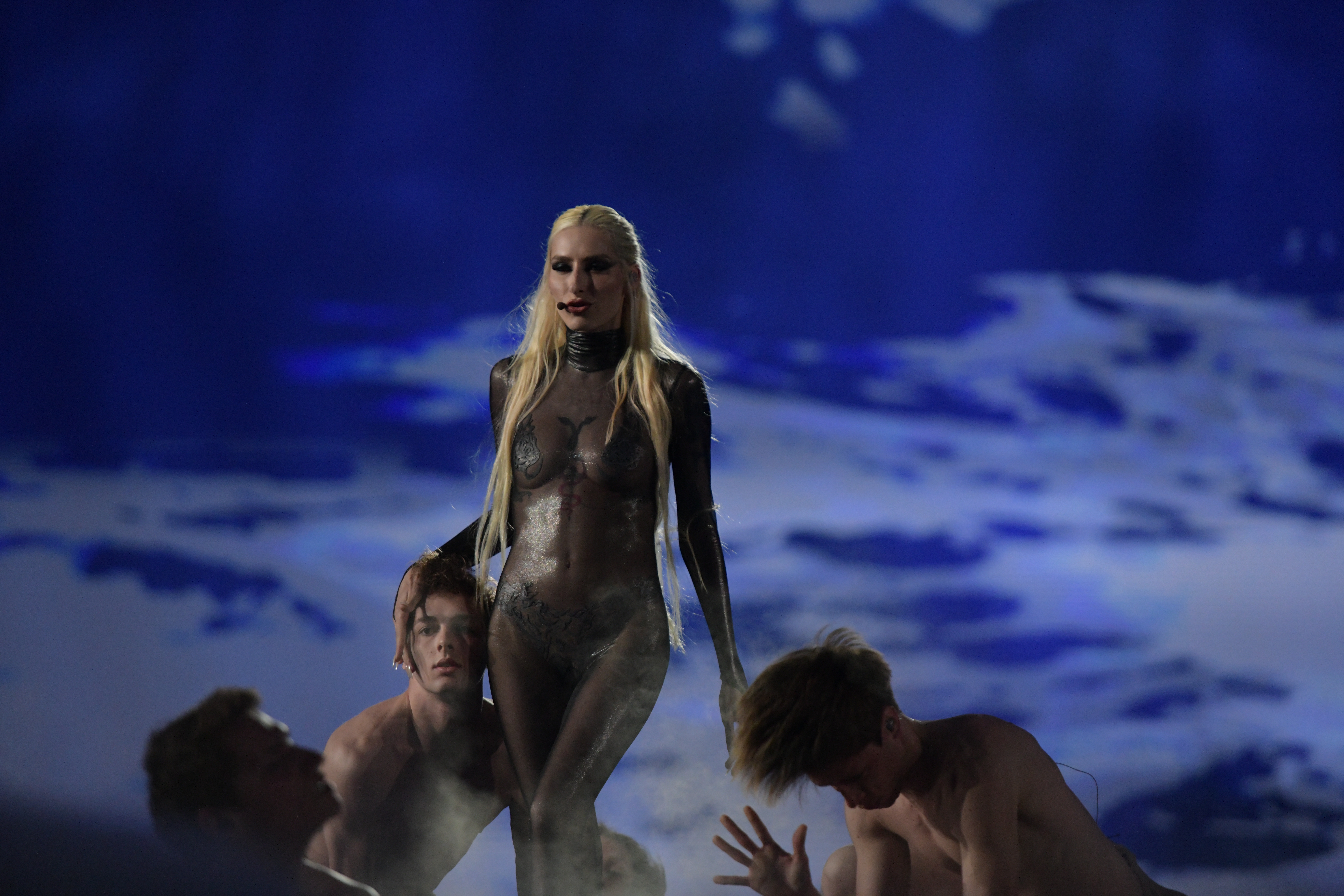
Raiven 2024
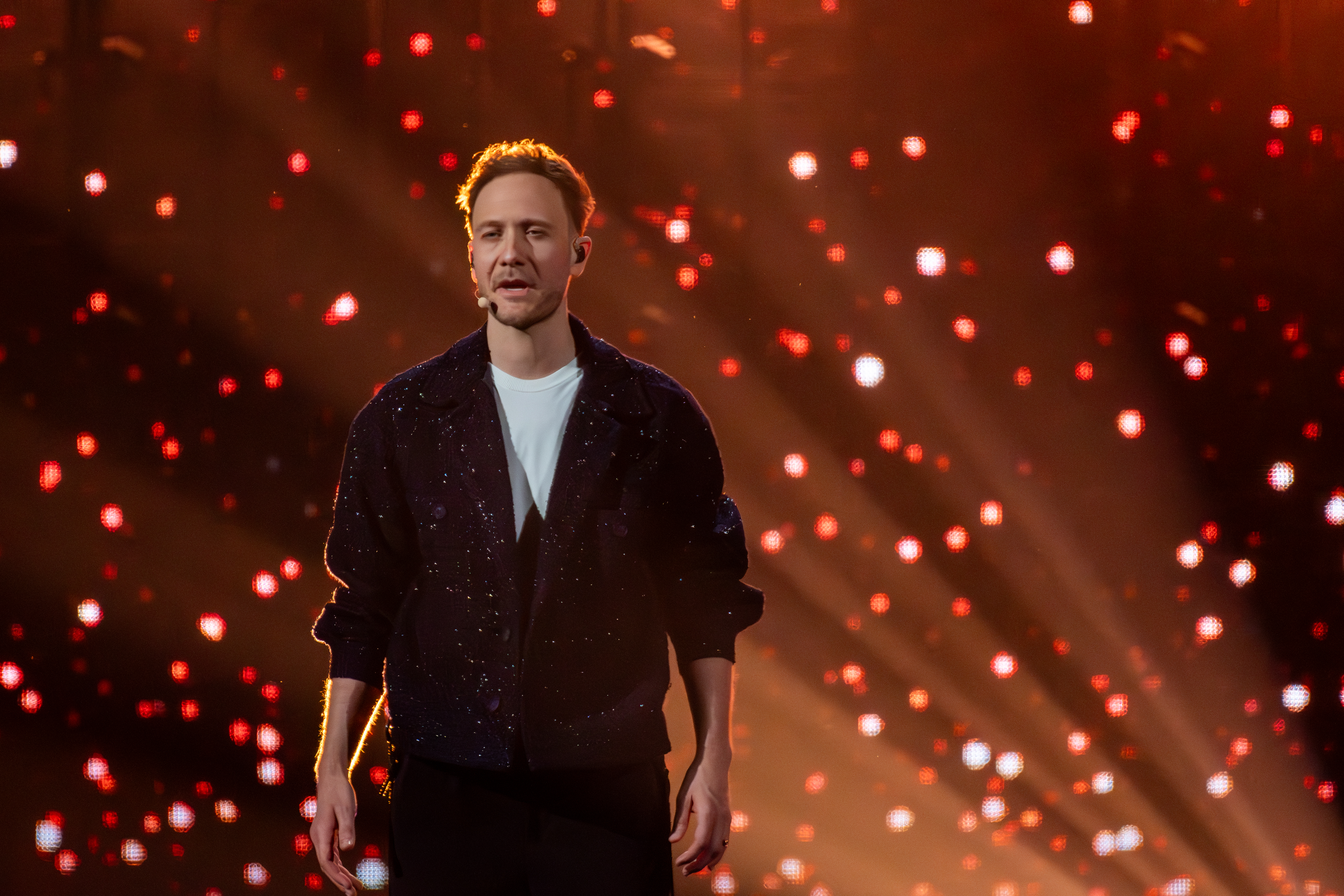
Klemen 2025